# Anopheles annandalei
Anopheles annandalei este o specie de țânțari din genul Anopheles, descrisă de Prashad în anul 1918. Conform Catalogue of Life specia Anopheles annandalei nu are subspecii cunoscute.